# AN-Mk 43
AN-Mk 43 – amerykańska lotnicza bomba ćwiczebna wagomiaru 4,5 funta. Była stosowana podczas II wojny światowej przez lotnictwo US Navy i USAAF do szkolenia w bombardowaniu.
Bomba Mk 43 miała kroplowy korpus, wewnątrz którego znajdował się cylindryczny kanał, w którym umieszczony był nabój wskaźnikowy umożliwiający obserwację punktu upadku bomby. Jeśli bomby były zrzucane nad lądem, stosowano nabój AN-Mk 4. Był on oparty na wydłużonej łusce myśliwskiego naboju kaliber 10. W chwili upadku detonacja ładunku miotającego wyrzucała z bomby ładunek prochu czarnego, który spalając się, wytwarzał duży obłok dymu. Podczas ćwiczebnych ataków na cele nawodne wewnątrz bomby umieszczany był pojemnik z fluoresceiną (pojemnik miał oznaczenie AN-Mk 5), która zabarwiała wodę w miejscu upadku bomby.